# رينيبلاس
رينيبلاس هي بلدية تقع في مقاطعة سوريا، في منطقة قشتالة وليون، في إسبانيا. يبلغ عدد سكانها 106 نسمة وذلك حسب (المعهد الوطني للإحصاء) سنة 2017، وتبلغ مساحتها 36,23 كم².